# KDevelop
KDevelop este un mediu de programare liber pentru KDE. KDevelop nu include un compilator, folosindu-se în loc de compilatoare externe, precum gcc.